# 1998–1999-es UEFA-bajnokok ligája (selejtezők)
Az 1998–1999-es UEFA-bajnokok ligája selejtezőit két fordulóban bonyolították le 1998. július 22. és augusztus 26. között. A selejtezőben 48 csapat vett részt.

## 1. selejtezőkör
Az első forduló párosításainak győztesei a 2. selejtezőkörbe jutottak, a vesztesek kiestek.

### Párosítások
| 1. csapat        | Össz.Tooltip Aggregate score | 2. csapat                | 1. mérk. | 2. mérk. |
| ---------------- | ---------------------------- | ------------------------ | -------- | -------- |
| Sileks           | 1–2                          | Club Brugge              | 0–0      | 1–2      |
| ŁKS Łódź         | 7–2                          | Gəncə PFK                | 4–1      | 3–1      |
| Litex Lovecs     | 3–2                          | Halmstads BK             | 2–0      | 1–2      |
| Grasshopper      | 8–0                          | Jeunesse Esch            | 6–0      | 2–0      |
| Celtic           | 2–0                          | Saint Patrick’s Athletic | 0–0      | 2–0      |
| Kareda Šiauliai  | 0–4                          | NK Maribor               | 0–3      | 0–1      |
| Dinamo Kijiv     | 10–1                         | Barry Town FC            | 8–0      | 2–1      |
| Cliftonville     | 1–13                         | MFK Košice               | 1–5      | 0–8      |
| Skonto           | 2–1                          | Dinama Minszk            | 0–0      | 2–1      |
| Valletta FC      | 0–8                          | Anórthoszisz             | 0–2      | 0–6      |
| Beitar Jerusalem | 5–1                          | B36                      | 4–1      | 1–0      |
| Dinamo Tbiliszi  | 4–3                          | Vllaznia Shkodër         | 3–0      | 1–3      |
| HJK              | 5–0                          | FC Jerevan               | 2–0      | 3–0      |
| FK Obilić        | 4–1                          | ÍBV                      | 2–0      | 2–1      |
| Zimbru Chișinău  | 2–3                          | Újpest FC                | 1–0      | 1–3      |
| Steaua București | 5–4                          | FC Flora                 | 4–1      | 1–3      |

### 1. mérkőzések
Az időpontok helyi idő szerint értendők.
| 1998. július 22. 19:00 |

| Dinamo Tbiliszi | 3–0 (megállapított) | Vllaznia Shkodër |
| --------------- | ------------------- | ---------------- |
| Khomeriki 52'   | Jegyzőkönyv         |                  |

| Dinamo Arena, Tbiliszi Nézőszám: 7800 Játékvezető: Carlo Bertolini (svájci) |

- A mérkőzést eredetileg a Dinamo Tbiliszi 1–0-ra nyerte, az UEFA 3–0 eredménnyel írta jóvá.

| 1998. július 22. 17:00 |

| FK Obilić              | 2–0               | ÍBV |
| ---------------------- | ----------------- | --- |
| Juškić 17' Grozdić 64' | (1–0) Jegyzőkönyv |     |

| Obilić Stadium, Belgrád Nézőszám: 1500 Játékvezető: Peter Jones (angol) |

| 1998. július 22. 18:00 |

| Kareda Šiauliai | 0–3               | NK Maribor                   |
| --------------- | ----------------- | ---------------------------- |
|                 | (0–1) Jegyzőkönyv | Gajser 42' 87' Filipović 70' |

| Savivaldybė Stadium, Šiauliai Nézőszám: 3500 Játékvezető: Brian Lawlor (walesi) |

| 1998. július 22. 18:00 |

| Zimbru Chișinău      | 1–0               | Újpest FC |
| -------------------- | ----------------- | --------- |
| Kulyk 11' (11-esből) | (1–0) Jegyzőkönyv |           |

| Stadionul Republican, Chişinău Nézőszám: 4000 Játékvezető: Tomasz Mikulski (lengyel) |

| 1998. július 22. 17:00 |

| Sileks | 0–0         | Club Brugge |
| ------ | ----------- | ----------- |
|        | Jegyzőkönyv |             |

| Sileks Stadium, Kratovo Nézőszám: 2500 Játékvezető: Juan Brito Arceo (spanyol) |

| 1998. július 22. 18:00 |

| Beitar Jerusalem             | 4–1               | B36          |
| ---------------------------- | ----------------- | ------------ |
| Shitrit 2' Sallói 9' 45' 78' | (3–0) Jegyzőkönyv | Petersen 73' |

| Teddy Stadium, Jeruzsálem Nézőszám: 7000 Játékvezető: Spiridon Papadakos (görög) |

| 1998. július 22. 19:00 |

| HJK               | 2–0               | FC Jerevan |
| ----------------- | ----------------- | ---------- |
| Wiss 50' Kuqi 85' | (0–0) Jegyzőkönyv |            |

| Olimpiai Stadion, Helsinki Nézőszám: 2317 Játékvezető: Roland Beck (liechtensteini) |

| 1998. július 22. 18:00 |

| ŁKS Łódź                                    | 4–1               | Gəncə PFK      |
| ------------------------------------------- | ----------------- | -------------- |
| Cebula 12' Trzeciak 50' 76' Wieszczycki 72' | (1–0) Jegyzőkönyv | Süleymanov 82' |

| Stadion ŁKS, Łódź Nézőszám: 2800 Játékvezető: Amit Klein (izraeli) |

| 1998. július 22. 19:00 |

| Skonto | 0–0         | Dinama Minszk |
| ------ | ----------- | ------------- |
|        | Jegyzőkönyv |               |

| Skonto stadion, Riga Nézőszám: 3000 Játékvezető: Robert Sedlacek (osztrák) |

| 1998. július 22. 20:00 |

| Dinamo Kijiv                                                            | 8–0               | Barry Town FC |
| ----------------------------------------------------------------------- | ----------------- | ------------- |
| Rebrov 9' 16' 37' 81' Shevchenko 32' 58' Gerasimenko 48' Byalkevich 65' | (4–0) Jegyzőkönyv |               |

| Olimpiai Stadion, Kijev Nézőszám: 11 800 Játékvezető: Andreas Georgiou (ciprusi) |

| 1998. július 22. 19:30 |

| Grasshopper                                                                  | 6–0               | Jeunesse Esch |
| ---------------------------------------------------------------------------- | ----------------- | ------------- |
| Nkufo 6' 51' Kavelashvili 28' Cabanas 41' Tikva 65' (11-esből) Tararache 90' | (3–0) Jegyzőkönyv |               |

| Hardturm, Zürich Nézőszám: 4800 Játékvezető: Serguei Goussev (orosz) |

| 1998. július 22. 20:45 |

| Steaua București                           | 4–1               | FC Flora     |
| ------------------------------------------ | ----------------- | ------------ |
| Ciocoiu 12' 38' Șerban 78' Dănciulescu 90' | (2–1) Jegyzőkönyv | Terehhov 41' |

| Steaua Stadion, Bukarest Nézőszám: 5603 Játékvezető: Oğuz Sarvan (török) |

| 1998. július 22. 20:00 |

| Valletta FC | 0–2               | Anórthoszisz       |
| ----------- | ----------------- | ------------------ |
|             | (0–0) Jegyzőkönyv | Elia 49' Okász 78' |

| Nemzeti Stadion, Ta’ Qali Nézőszám: 1706 Játékvezető: Joaquim Bento Marques (portugál) |

| 1998. július 22. 21:15 |

| Litex Lovecs         | 2–0               | Halmstads BK |
| -------------------- | ----------------- | ------------ |
| Bushi 9' Yurukov 90' | (1–0) Jegyzőkönyv |              |

| Lazur Stadium, Burgasz Nézőszám: 10 000 Játékvezető: Miroslav Liba (cseh) |

| 1998. július 22. 19:30 |

| Cliftonville | 1–5               | MFK Košice                                            |
| ------------ | ----------------- | ----------------------------------------------------- |
| Flynn 45'    | (1–3) Jegyzőkönyv | Zvara 22' 29' Németh 36' Lyubarskyi 65' Prohászka 76' |

| Solitude, Belfast Nézőszám: 1492 Játékvezető: Gylfi Orrason (izlandi) |

| 1998. július 22. 19:45 |

| Celtic | 0–0         | Saint Patrick’s Athletic |
| ------ | ----------- | ------------------------ |
|        | Jegyzőkönyv |                          |

| Celtic Park, Glasgow Nézőszám: 56 865 Játékvezető: Bohdan Benedik (szlovák) |

### 2. mérkőzések
| 1998. július 27. 19:00 |

| B36 | 0–1               | Beitar Jerusalem |
| --- | ----------------- | ---------------- |
|     | (0–0) Jegyzőkönyv | Hamar 68'        |

| Svangaskarð, Toftir Nézőszám: 285 Játékvezető: Algirdas Dubinskas (litván) |

| 1998. július 29. 17:30 |

| Gəncə PFK   | 1–3               | ŁKS Łódź                         |
| ----------- | ----------------- | -------------------------------- |
| Smirnov 55' | (0–1) Jegyzőkönyv | Trzeciak 45' 49' Wieszczycki 82' |

| Ganja City Stadium, Gəncə Nézőszám: 8000 Játékvezető: Konrad Plautz (osztrák) |

| 1998. július 29. 19:00 |

| FC Jerevan | 0–3               | HJK                        |
| ---------- | ----------------- | -------------------------- |
|            | (0–2) Jegyzőkönyv | Lehkosuo 1' 79' Jäväjä 28' |

| Hrazdan Stadium, Jereván Nézőszám: 1500 Játékvezető: Hans-Jürgen Weber (német) |

| 1998. július 29. 17:00 |

| FC Flora                          | 3–1               | Steaua București |
| --------------------------------- | ----------------- | ---------------- |
| Smirnov 41' Zelinski 46' Oper 80' | (1–0) Jegyzőkönyv | Dănciulescu 70'  |

| Kadriorg Stadium, Tallinn Nézőszám: 1500 Játékvezető: John Ferry (északír) |

| 1998. július 29. 17:00 |

| Vllaznia Shkodër                         | 3–1               | Dinamo Tbilisi |
| ---------------------------------------- | ----------------- | -------------- |
| Cungu 14' Miloti 86' Noga 90' (11-esből) | (1–0) Jegyzőkönyv | Ashvetia 88'   |

| Qemal Stafa Stadium, Tirana Nézőszám: 1155 Játékvezető: Alfred Micallef (máltai) |

| 1998. július 29. 18:00 |

| Dinama Minszk  | 1–2               | Skonto                     |
| -------------- | ----------------- | -------------------------- |
| Osipovitch 25' | (1–1) Jegyzőkönyv | Astafjevs 44' Novikovs 72' |

| Dinamo Stadium, Minszk Nézőszám: 5000 Játékvezető: Constantin Zotta (román) |

| 1998. július 29. 18:00 |

| NK Maribor  | 1–0               | Kareda Šiauliai |
| ----------- | ----------------- | --------------- |
| Balajić 77' | (0–0) Jegyzőkönyv |                 |

| Ljudski vrt, Maribor Nézőszám: 2405 Játékvezető: Claus Bo Larsen (dán) |

| 1998. július 29. 19:00 |

| MFK Košice                                                                      | 8–0               | Cliftonville |
| ------------------------------------------------------------------------------- | ----------------- | ------------ |
| Kozák 4' Janočko 15' 54' Németh 32' Prohászka 58' 73' Lyubarskyi 67' Kožlej 83' | (3–0) Jegyzőkönyv |              |

| Všešportový areál, Kassa Nézőszám: 1948 Játékvezető: Milan Mitrović (szlovén) |

| 1998. július 29. 18:00 |

| ÍBV            | 1–2               | FK Obilić                  |
| -------------- | ----------------- | -------------------------- |
| Hafliðason 21' | (1–0) Jegyzőkönyv | Vasiljević 61' Grozdić 89' |

| Hásteinsvöllur, Vestmannaeyjar Nézőszám: 654 Játékvezető: John Rowbotham (skót) |

| 1998. július 29. 20:00 |

| Halmstads BK             | 2–1               | Litex Lovecs |
| ------------------------ | ----------------- | ------------ |
| Šakiri 38' Arvidsson 42' | (2–0) Jegyzőkönyv | Yurukov 78'  |

| Örjans Vall, Halmstad Nézőszám: 3438 Játékvezető: Attila Juhos (magyar) |

| 1998. július 29. 21:00 |

| Anórthoszisz                                                                 | 6–0               | Valletta FC |
| ---------------------------------------------------------------------------- | ----------------- | ----------- |
| Ćirić 16' Charalambous 18' Andreou 45' (11-esből) Sotiriou 52' 90' Okász 71' | (3–0) Jegyzőkönyv |             |

| Antonis Papadopoulos Stadium, Larnaca Nézőszám: 5000 Játékvezető: Ladislav Gádoši (szlovák) |

| 1998. július 29. 20:00 |

| Újpest FC                  | 3–1               | Zimbru Chișinău |
| -------------------------- | ----------------- | --------------- |
| Miriuță 18' Kovács 72' 89' | (1–1) Jegyzőkönyv | Kulyk 28'       |

| Megyeri út, Budapest Nézőszám: 3050 Játékvezető: Georgios Psichomanis (görög) |

| 1998. július 29. 20:00 |

| Jeunesse Esch | 0–2               | Grasshopper                 |
| ------------- | ----------------- | --------------------------- |
|               | (0–2) Jegyzőkönyv | Esposito 36' Türkyilmaz 44' |

| Stade de la Frontière, Esch-sur-Alzette Nézőszám: 612 Játékvezető: John McDermott (ír) |

| 1998. július 29. 19:30 |

| Barry Town FC | 1–2               | Dinamo Kijiv                    |
| ------------- | ----------------- | ------------------------------- |
| Williams 30'  | (1–1) Jegyzőkönyv | Mykhaylenko 10' Venhlynskyi 49' |

| Jenner Park, Barry Nézőszám: 890 Játékvezető: Bujar Pregia (albán) |

| 1998. július 29. 20:30 |

| Club Brugge              | 2–1               | Sileks      |
| ------------------------ | ----------------- | ----------- |
| Vermant 3' Claessens 30' | (2–0) Jegyzőkönyv | Božinov 76' |

| Jan Breydel Stadium, Brugge Nézőszám: 3317 Játékvezető: Sergey Shmolik (fehérorosz) |

| 1998. július 29. 19:45 |

| Saint Patrick’s Athletic | 0–2               | Celtic                    |
| ------------------------ | ----------------- | ------------------------- |
|                          | (0–1) Jegyzőkönyv | Brattbakk 12' Larsson 71' |

| Tolka Park, Dublin Nézőszám: 8929 Játékvezető: Mikko Vuorela (finn) |

## 2. selejtezőkör
A második forduló párosításainak győztesei bejutottak a csoportkörbe, a vesztesek az UEFA-kupa 1. fordulójába kerültek.

### Párosítások
| 1. csapat         | Össz.Tooltip Aggregate score | 2. csapat        | 1. mérk. | 2. mérk.   |
| ----------------- | ---------------------------- | ---------------- | -------- | ---------- |
| Rosenborg         | 4–4 (i.g.)                   | Club Brugge      | 2–0      | 2–4        |
| Manchester United | 2–0                          | ŁKS Łódź         | 2–0      | 0–0        |
| Litex Lovecs      | 2–11                         | Szpartak Moszkva | 0–5      | 2–6        |
| Galatasaray       | 5–3                          | Grasshopper      | 2–1      | 3–2        |
| Celtic            | 1–3                          | Croatia Zagreb   | 1–0      | 0–3        |
| NK Maribor        | 3–5                          | PSV Eindhoven    | 2–1      | 1–4 (h.u.) |
| Dinamo Kijiv      | 1–1 (t. 3–1)                 | Sparta Praha     | 0–1      | 1–0 (h.u.) |
| MFK Košice        | 1–2                          | Brøndby IF       | 0–2      | 1–0        |
| Internazionale    | 7–1                          | Skonto           | 4–0      | 3–1        |
| Olimbiakósz       | 6–3                          | Anórthoszisz     | 2–1      | 4–2        |
| Benfica           | 8–4                          | Beitar Jerusalem | 6–0      | 2–4        |
| Dinamo Tbiliszi   | 2–2 (i.g.)                   | Athletic Bilbao  | 2–1      | 0–1        |
| HJK               | 2–1                          | FC Metz          | 1–0      | 1–1        |
| Bayern München    | 5–1                          | FK Obilić        | 4–0      | 1–1        |
| Sturm Graz        | 7–2                          | Újpest FC        | 4–0      | 3–2        |
| Steaua București  | 5–8                          | Panathinaikósz   | 2–2      | 3–6        |

### 1. mérkőzések
| 1998. augusztus 12. 20:00 |

| Dinamo Tbiliszi                | 2–1               | Athletic Bilbao |
| ------------------------------ | ----------------- | --------------- |
| Khomeriki 15' Tskitishvili 30' | (2–0) Jegyzőkönyv | Imaz 46'        |

| Boris Paichadze National Stadium, Tbiliszi Nézőszám: 12 500 Játékvezető: Rune Pedersen (norvég) |

| 1998. augusztus 12. 19:00 |

| Galatasaray                         | 2–1               | Grasshopper          |
| ----------------------------------- | ----------------- | -------------------- |
| Hagi 58' (11-esből) Hakan Şükür 66' | (0–0) Jegyzőkönyv | Vogel 85' (11-esből) |

| Ali Sami Yen Stadium, Isztambul Nézőszám: 21 043 Játékvezető: Marc Batta (francia) |

| 1998. augusztus 12. 19:00 |

| HJK                  | 1–0               | FC Metz |
| -------------------- | ----------------- | ------- |
| Strasser 71' (öngól) | (0–0) Jegyzőkönyv |         |

| Olimpiai Stadion, Helsinki Játékvezető: Roelof Luinge (holland) |

| 1998. augusztus 12. 20:00 |

| Dinamo Kijiv | 0–1               | Sparta Praha |
| ------------ | ----------------- | ------------ |
|              | (0–1) Jegyzőkönyv | Baranek 5'   |

| NSC Olimpiyskiy, Kijev Nézőszám: 15 000 Játékvezető: Bernd Heynemann (német) |

| 1998. augusztus 12. 19:00 |

| MFK Košice | 0–2               | Brøndby IF                |
| ---------- | ----------------- | ------------------------- |
|            | (0–0) Jegyzőkönyv | Daugaard 54' Thygesen 85' |

| Všešportový areál, Kassa Nézőszám: 5000 Játékvezető: Manuel Díaz Vega (spanyol) |

| 1998. augusztus 12. 20:45 |

| Steaua București       | 2–2               | Panathinaikósz               |
| ---------------------- | ----------------- | ---------------------------- |
| Șerban 10' Szekely 76' | (1–1) Jegyzőkönyv | Asanović 6' Liberopoulos 68' |

| Steaua Stadion, Bukarest Nézőszám: 9800 Játékvezető: Piero Ceccarini (olasz) |

| 1998. augusztus 12. 20:15 |

| Rosenborg                     | 2–0               | Club Brugge |
| ----------------------------- | ----------------- | ----------- |
| Rushfeldt 62' Skammelsrud 82' | (0–0) Jegyzőkönyv |             |

| Lerkendal Stadion, Trondheim Nézőszám: 12 191 Játékvezető: Hugh Dallas (skót) |

| 1998. augusztus 12. 21:15 |

| Litex Lovecs | 0–5               | Szpartak Moszkva                                    |
| ------------ | ----------------- | --------------------------------------------------- |
|              | (0–0) Jegyzőkönyv | Pisarev 55' 86' Leomar 76' Tyitov 66' Tsymbalar 90' |

| Neftochimik Stadium, Burgas Nézőszám: 15 000 Játékvezető: Alain Sars (francia) |

| 1998. augusztus 12. 20:15 |

| NK Maribor                | 2–1               | PSV Eindhoven |
| ------------------------- | ----------------- | ------------- |
| Filipović 12' Breznik 84' | (1–0) Jegyzőkönyv | Marcos 61'    |

| Ljudski vrt, Maribor Nézőszám: 5000 Játékvezető: Anders Frisk (svéd) |

| 1998. augusztus 12. 21:30 |

| Olimbiakósz                    | 2–1               | Anórthoszisz   |
| ------------------------------ | ----------------- | -------------- |
| Giannakopoulos 11' Luciano 32' | (2–0) Jegyzőkönyv | Mihajlović 64' |

| Olimpiai Stadion, Athén Nézőszám: 28 000 Játékvezető: René Temmink (holland) |

| 1998. augusztus 12. 20:30 |

| Bayern München                               | 4–0               | FK Obilić |
| -------------------------------------------- | ----------------- | --------- |
| Effenberg 59' Élber 63' Zickler 64' Fink 76' | (0–0) Jegyzőkönyv |           |

| Olympiastadion, München Nézőszám: 37 000 Játékvezető: Terje Hauge (norvég) |

| 1998. augusztus 12. 20:30 |

| Sturm Graz                             | 4–0               | Újpest FC |
| -------------------------------------- | ----------------- | --------- |
| Vastić 6' 70' Neukirchner 81' Haas 88' | (1–0) Jegyzőkönyv |           |

| Stadion Graz-Liebenau, Graz Nézőszám: 10 323 Játékvezető: Robert Boggi (olasz) |

| 1998. augusztus 12. 19:45 |

| Manchester United  | 2–0               | ŁKS Łódź |
| ------------------ | ----------------- | -------- |
| Giggs 16' Cole 80' | (1–0) Jegyzőkönyv |          |

| Old Trafford, Manchester Nézőszám: 50 906 Játékvezető: Atanas Uzunov (bolgár) |

| 1998. augusztus 12. 19:45 |

| Celtic      | 1–0               | Croatia Zagreb |
| ----------- | ----------------- | -------------- |
| Jackson 51' | (0–0) Jegyzőkönyv |                |

| Celtic Park, Glasgow Nézőszám: 51 335 Játékvezető: José María García-Aranda (spanyol) |

| 1998. augusztus 12. 20:45 |

| Internazionale                                 | 4–0               | Skonto |
| ---------------------------------------------- | ----------------- | ------ |
| Zamorano 4' Simeone 10' Ventola 20' Baggio 59' | (3–0) Jegyzőkönyv |        |

| Arena Garibaldi, Pisa Nézőszám: 16 000 Játékvezető: Fritz Stuchlik (osztrák) |

| 1998. augusztus 12. 21:00 |

| Benfica                                                                                          | 6–0               | Beitar Jerusalem |
| ------------------------------------------------------------------------------------------------ | ----------------- | ---------------- |
| Pembridge 25' 82' Deane 29' Calado 64' (11-esből) Schelach 79' (öngól) Nuno Gomes 85' (11-esből) | (2–0) Jegyzőkönyv |                  |

| Estádio da Luz, Lisszabon Nézőszám: 55 000 Játékvezető: Edgar Steinborn (német) |

### 2. mérkőzések
| 1998. augusztus 26. 19:00 |

| Szpartak Moszkva                                        | 6–2               | Litex Lovecs           |
| ------------------------------------------------------- | ----------------- | ---------------------- |
| Tikhonov 6' 31' Tyitov 35' Tsymbalar 49' Robson 54' 90' | (3–1) Jegyzőkönyv | Belyakov 27' Bushi 70' |

| Luzsnyiki Stadion, Moszkva Nézőszám: 10 000 Játékvezető: Ľuboš Micheľ (szlovák) |

| 1998. augusztus 26. 18:00 |

| Beitar Jerusalem                                         | 4–2               | Benfica                                    |
| -------------------------------------------------------- | ----------------- | ------------------------------------------ |
| Hamar 24' Sallói 26' (11-esből) Shitrit 51' Abukasis 79' | (2–1) Jegyzőkönyv | Nuno Gomes 17' (11-esből) João Pinto 90+2' |

| Teddy Stadium, Jerusalem Nézőszám: 1300 Játékvezető: Ryszard Wójcik (lengyel) |

| 1998. augusztus 26. 20:00 |

| Grasshopper                         | 2–3               | Galatasaray                             |
| ----------------------------------- | ----------------- | --------------------------------------- |
| Türkyilmaz 50' Vogel 70' (11-esből) | (0–1) Jegyzőkönyv | Hakan Şükür 17' 46' Hagi 64' (11-esből) |

| Hardturm, Zürich Nézőszám: 15 000 Játékvezető: Vítor Melo Pereira (portugál) |

| 1998. augusztus 26. 20:00 |

| PSV Eindhoven                                               | 4–1 (h. u.)                 | NK Maribor   |
| ----------------------------------------------------------- | --------------------------- | ------------ |
| Van Nistelrooy 8' Bruggink 69' Rommedahl 100' De Bilde 102' | (1–1, 2–1, 4–1) Jegyzőkönyv | Filipović 5' |

| Philips Stadion, Eindhoven Nézőszám: 11 500 Játékvezető: Graham Poll (angol) |

| 1998. augusztus 26. 21:00 |

| Skonto       | 1–3               | Internazionale                        |
| ------------ | ----------------- | ------------------------------------- |
| Miholaps 21' | (1–1) Jegyzőkönyv | Zamorano 6' Galante 53' Djorkaeff 69' |

| Daugava Stadium, Riga Nézőszám: 6500 Játékvezető: Giorgos Bikas (görög) |

| 1998. augusztus 26. |

| Anórthoszisz                  | 2–4               | Olimbiakósz                              |
| ----------------------------- | ----------------- | ---------------------------------------- |
| Mihajlović 39' Krčmarević 80' | (1–0) Jegyzőkönyv | Georgatos 48' Đorđević 60' 87' Gogić 90' |

| Tsirion Stadium, Limassol Nézőszám: 6380 Játékvezető: Miroslav Radoman (jugoszláv) |

| 1998. augusztus 26. 20:00 |

| FC Metz                | 1–1               | HJK        |
| ---------------------- | ----------------- | ---------- |
| Meyrieu 78' (11-esből) | (0–0) Jegyzőkönyv | Vasara 68' |

| Stade Saint-Symphorien, Metz Játékvezető: William Young (skót) |

| 1998. augusztus 26. 21:00 |

| Panathinaikósz                                                                    | 6–3               | Steaua București               |
| --------------------------------------------------------------------------------- | ----------------- | ------------------------------ |
| Milojević 8' (11-esből) Lincar 28' Liberopoulos 34' Warzycha 58' 66' Asanović 87' | (3–2) Jegyzőkönyv | Răchită 12' 16' Belodedici 60' |

| Olimpiai Stadion, Athén Nézőszám: 52 529 Játékvezető: Mario van der Ende (holland) |

| 1998. augusztus 26. 20:10 |

| Brøndby IF | 0–1               | MFK Košice    |
| ---------- | ----------------- | ------------- |
|            | (0–1) Jegyzőkönyv | Lapsansky 39' |

| Parken Stadion, Koppenhága Nézőszám: 17 000 Játékvezető: Michel Piraux (belga) |

| 1998. augusztus 26. 20:15 |

| Club Brugge                                 | 4–2               | Rosenborg         |
| ------------------------------------------- | ----------------- | ----------------- |
| Fadiga 22' Claessens 47' 83' Schockaert 78' | (1–1) Jegyzőkönyv | Rushfeldt 44' 72' |

| Jan Breydel Stadium, Brugge Nézőszám: 7000 Játékvezető: Urs Meier (svájci) |

| 1998. augusztus 26. 20:15 |

| Sparta Praha                  | 0–1 (h. u.)                 | Dinamo Kijiv                                  |
| ----------------------------- | --------------------------- | --------------------------------------------- |
|                               | (0–0, 0–1, 0–1) Jegyzőkönyv | Gabriel 88' (öngól)                           |
| Büntetőpárbaj                 |                             |                                               |
| Čížek Votava Stracený Baranek | 1–3                         | Rebrov Kaladze Shevchenko Konovalov Dmytrulin |

| Letná Stadion, Prága Nézőszám: 17 998 Játékvezető: Gilles Veissière (francia) |

| 1998. augusztus 26. 20:30 |

| Croatia Zagreb                          | 3–0               | Celtic |
| --------------------------------------- | ----------------- | ------ |
| Marić 22' Prosinečki 45' (11-esből) 68' | (2–0) Jegyzőkönyv |        |

| Maksimir, Zágráb Nézőszám: 23 570 Játékvezető: Pierluigi Collina (olasz) |

| 1998. augusztus 26. 20:30 |

| Athletic Bilbao | 1–0               | Dinamo Tbiliszi |
| --------------- | ----------------- | --------------- |
| Etxeberria 52'  | (0–0) Jegyzőkönyv |                 |

| San Mamés, Bilbao Nézőszám: 34 600 Játékvezető: Vágner László (magyar) |

| 1998. augusztus 26. 20:30 |

| FK Obilić | 1–1               | Bayern München |
| --------- | ----------------- | -------------- |
| Šarac 67' | (0–0) Jegyzőkönyv | Matthäus 88'   |

| FK Obilić Stadium, Belgrád Nézőszám: 10 000 Játékvezető: Antonio López Nieto (spanyol) |

| 1998. augusztus 26. 20:30 |

| Újpest FC            | 2–3               | Sturm Graz               |
| -------------------- | ----------------- | ------------------------ |
| Kovács 36' Jenei 72' | (1–1) Jegyzőkönyv | Haas 8' Reinmayr 49' 55' |

| Szőnyi úti Stadion, Budapest Nézőszám: 2350 Játékvezető: Arturo Dauden Ibáñez (spanyol) |

| 1998. augusztus 26. 21:05 |

| ŁKS Łódź | 0–0         | Manchester United |
| -------- | ----------- | ----------------- |
|          | Jegyzőkönyv |                   |

| Stadion ŁKS, Łódź Nézőszám: 8700 Játékvezető: Graziano Cesari (olasz) |